# Chatsworth Stadium
Het Chatsworth Stadium is een multifunctioneel stadion in Durban, een stad in Zuid-Afrika. In het stadion is plaats voor 35.000 toeschouwers.
Het stadion wordt vooral gebruikt voor voetbalwedstrijden, de voetbalclub Royal AM FC maakt gebruik van dit stadion. Daarvoor maakte ook, de inmiddels failliet gegane, voetbalclub Manning Rangers FC er gebruik van. Het stadion werd tevens gebruikt voor een aantal wedstrijden tijdens de COSAFA Cup van 2023.